# Casandria frigida
Casandria frigida är en fjärilsart som beskrevs av Jones 1921. Casandria frigida ingår i släktet Casandria och familjen nattflyn. Inga underarter finns listade i Catalogue of Life.